# Hans-Otto Schneegluth
Hans-Otto Schneegluth (* 15. Dezember 1932 in Nienburg/Weser; † 12. Juli 2013 in Marklohe) war ein deutscher Gewerkschafter, Heimatforscher und Lokalchronist. 

## Leben
Er wurde als Sohn des Glasmachers Max Schneegluth jun. und dessen Frau Henriette geboren. Seine Großeltern väterlicherseits stammten aus Ostpreußen und dem Eichsfeld. Auf der Seite der Mutter war Malermeister Ernst Rahlf sein Großvater, bei dem der Maler Ernst Thoms in die Lehre ging.
Nach seiner Einschulung im Jahr 1939 an der Nordertorschule wechselte er 1943 auf die Mittelschule. Die Kriegs- und unmittelbaren Nachkriegsjahre des Zweiten Weltkriegs, in denen seine Familie auch auf einem Heuboden in Sonnenborstel unterkam, prägten ihn stark; er engagierte sich später als Zeitzeuge für Erinnerungsprojekte. 1950 begann Schneegluth eine Lehre als Schriftsetzer im Verlag J. Hoffmann für die Nienburger Tageszeitung Die Harke und blieb dem Haus 45 Jahre treu, zuletzt als Korrektor. Er gehörte 13 Jahre dem Betriebsrat an, davon sechs Jahre als Vorsitzender.
Schneegluth leitete von 1957 bis 1977 den Ortsverein Nienburg der IG Druck und Papier. Er war Mitglied des Kreisvorstandes des Deutschen Gewerkschaftsbundes und hatte 25 Jahre lang einen Sitz im Bezirksvorstand Bremen inne. Zudem war er Mitglied des DGB-Landesbezirksvorstandes Niedersachsen sowie 25 Jahre Mitglied der Vertreterversammlung der Allgemeinen Ortskrankenkasse.
Am 26. Februar 1957 heiratete er Marlies Wiening. Aus der Ehe gingen drei Kinder hervor, wovon der älteste Sohn 1964 verunglückte. Von 1959 bis 2002 engagierte er sich in der Ortsgruppe Nienburg der NaturFreunde, viele Jahre davon als Vorsitzender und später als Ehrenvorsitzender. Er trug als Chronist zur Dokumentation der Stadtgeschichte Nienburgs bei. Seit Mitte der 1970er Jahre veröffentlichte Schneegluth zahlreiche lokalhistorische Arbeiten, zunächst in der Beilage Der Heimatbote der Harke und im Nienburger Heimatkalender. Zudem publizierte er in der Schriftenreihe des Museums Nienburg.
Im Jahr 1999 zog er mit seiner Frau von Nienburg nach Marklohe. Schneegluth war 2006 Mitbegründer der Historischen Gesellschaft zu Nienburg/Weser. Für sein strukturförderndes Engagement sowie für Verdienste um die Kultur- und Heimatpflege wurde Hans-Otto Schneegluth am 30. Juni 2007 mit dem Niedersächsischen Verdienstorden am Bande ausgezeichnet. Postum würdigte die Historische Gesellschaft zu Nienburg sein Andenken, indem sie 2014 den Hans-Otto-Schneegluth-Preis ins Leben rief. Mit diesem jährlich vergebenen Preis werden die besten historischen Facharbeiten von Schülern im Landkreis Nienburg ausgezeichnet, um das Interesse der Jugend an Geschichte zu fördern. Der „Nachlass Schneegluth“ mit rund 50 Archivkartons befindet sich im Stadt- und Kreisarchiv Nienburg/Weser.

## Werke (Auswahl)
- 75 Jahre IG Druck + Papier, Ortsverein Nienburg. Eine Chronik 1905–1980 (1980)
- Alte Nienburger Häuser erzählen. Beiträge zur Geschichte unserer Weserstadt (1993)
- Nienburgs Brücken. Zeiten und Schicksale (1996)
- Nienburg – gestern und heute. Wandel und Bewahrung im Spiegel alter Ansichtskarten (2001)
- Nienburg. Die Reihe Archivbilder (2003, Neuaufl. 2016)
- Arbeit ist des Bürgers Zierde. Eine Chronik von Nienburger Handwerkern (2009)